# Ґнесько Михайло-Модест
Модест Михайло Ґнесько ЧСВВ (18 вересня 1921, Угринь, нині Чортківського району Тернопільської області — 30 березня 2008, Ванкувер, Британська Колумбія, Канада) — український релігійний діяч, священник УГКЦ, василіянин, вчений. Доктор права (1951), професор.

## Життєпис
Народився 18 вересня 1921 року в с. Угринь, нині Чортківського району Тернопільської області, Україна.
Студіював у Латеранському університеті в Римі (1947–1951).
До 1953 р. працював у Мондері (Канада) на різних постах у ЧССВ, згодом консультор і секретар чину у Вінніпезі (1958–1964, 1970–1973).
Читав курси орієнтальних наук в Оттавському університеті (1959–1975).
Впродовж 1975–1983 років виконував у Римі обов'язки секретаря курії, головного дорадника протоархимандрита та інші.
1983–1996 — в Едмонтоні на парафії св. Василія та ігумен монастиря.
Від 1996 року у Ванкувері як сотрудник парафії св. Покрови.